# James Gilbert Gerard
Pour les articles homonymes, voir James Gerard (homonymie).
James Gilbert Gerard, né en 1793 ou 1795 à Aberdeen et mort le 31 mars 1835 à Sabathu, est un chirurgien et explorateur britannique.

## Biographie
Fils de Gilbert Gerard et frère d'Alexander Gerard, il devient assistant-chirurgien en 1814 puis chirurgien au Bengale en 1826. Il accompagne cette année-là son frère dans une expédition dans l'Himalaya et publie au retour l'étude Observations on the Spité Valley and the circumjacent Country within the Himalayas dans la revue Asiat. Researches (vol. XVIII, 1833, p. 238–279).
En 1831 il part avec Alexander Burnes pour une expédition traversant l'Hindou Kouch jusqu'à Boukhara. Sous divers déguisements, ils visitent Kaboul, Hérat et Kadahar.